# Música caipira
A música caipira (em dialeto caipira: musga caipira) é um gênero musical brasileiro, originário em São Paulo durante o período colonial. Com raízes nas tradições e no modo de vida tradicional do interior paulista, é considerado um dos mais importantes fenômenos culturais do Brasil e um dos símbolos nacionais. A temática do estilo caipira é variada, baseada em temas que abordam acontecimentos reais ou ficcionais do mundo rural e urbano, e o som da viola caipira, instrumento difundido inicialmente junto aos indígenas e bandeirantes, é o que predomina.

## História

### Origem
A música caipira originou-se na Capitania de São Vicente, área atualmente correspondente ao estado de São Paulo, mas começou a se popularizar na década de 1920, quando o jornalista e escritor Cornélio Pires funda a Turma Caipira, em 1924, sendo composta em sua primeira fase por Arlindo Santana, Sebastião Ortiz de Camargo, Zico Dias, Ferrinho, Mariano da Silva, Caçula e Olegário José de Godoy, todos de Piracicaba. Em 1929, Cornélio convence o proprietário da gravadora paulistana Columbia a gravar o primeiro disco de moda de viola da história: "Jorginho do Sertão", na voz da dupla Mariano e Caçula, contando uma história mítica de um caboclo que, em invés de receber o pagamento que lhe havia prometido por carpir uma roça de café, recebe a proposta do patrão para casar-se com uma de suas três filhas, mas rejeita os três casamentos.
Eventualmente surgiriam renomadas como Mandi & Sorocabinha, Mariano e Caçula, Alvarenga e Ranchinho, Torres e Florêncio, Tonico e Tinoco e Vieira e Vieirinha, entre outros, e canções populares como Sergio Forero, de Cornélio Pires, O Bonde Camarão de Cornélio Pires e Mariano, Sertão do Laranjinha, de Ariovaldo Pires e Cabocla Tereza, de Raul Torres e João Pacífico. As canções frequentemente narravam eventos históricos ou questões sociais, retratando a vida do caipira/paulista através dos "causos" e fragmentos de cantos entoados por eles.

### Novas fases
Após a Segunda Guerra Mundial, com a incorporação de novos estilos como polca europeia, os instrumentos (como o acordeão e a harpa). A temática vai tornando-se gradualmente mais amorosa, conservando, todavia, um caráter autobiográfico. Alguns destaques desta época foram as duplas Tião Carreiro & Pardinho, Cascatinha e Inhana, Irmãs Galvão, Irmãs Castro, Sulino & Marrueiro, Palmeira e Biá, o trio Luzinho, Limeira e Zezinha e o cantor José Fortuna.
Em meados da década de 1950, sem um consenso, havia na música rural paulista grupos que passaram a distinguirem-se por sertanejos, e outros que preferiam manter o uso do termo caipira, vários intelectuais paulistas interagiram em defesa da música caipira e acusaram os sertanejos de serem representantes de uma música corrupta por desviar o camponês do seu papel revolucionário, defendendo que a música caipira seja um estilo próprio do povo caipira, que distingue-se da música sertaneja, que adotou uma temática romântica e a estética violenta do velho-oeste dos Estados Unidos. A introdução da guitarra elétrica e influências da música pop pela dupla Leo Canhoto e Robertinho no final da década de 1960, marcou o início da música sertaneja, dando origem a um novo subgênero. Durante a década de 1980, houve uma exploração comercial em massa do sertanejo, acoplada em alguns casos, a uma releitura de sucessos internacionais e até mesmo da Jovem Guarda. Contra essa tendência, nomes como a dupla Pena Branca e Xavantinho reapareceram, adaptando-se à linguagem do sucesso da MPB das guitarras, e novos artistas surgiram como Almir Sater, um violeiro sofisticado, que transitava entre os estilos da guitarra e do blues. Na década seguinte, uma nova geração de artistas caipiras, incluindo Roberto Correa, Ivan Vilela, Pereira da Viola e Chico Lobo e Miltinho Edilberto, surgiu disposta a reunir as tradições caipiras. Além deles, destacam-se também Rolando Boldrin, Sá, Rodrix & Guarabira (que posteriormente se transformou no duo Sá & Guarabira após a saída de Zé Rodrix), Diana Pequeno e Paulo Simões.

## Estilos

### Moda de viola
A moda de viola, destaca-se como seu maior exemplo, entre outros ritmos e estilos, formados por toadas, cantigas, viras, canas-verdes, valsinhas e modinhas, uma união de influências europeias e indígenas. As modas de viola são geralmente cantadas a duas vozes, como um recitativo, onde o cantor precisa contar uma história. A melodia é solta, como se fosse uma poesia falada com acompanhamento musical. As primeiras modas de viola foram gravadas no início da década de 1930, seguindo o trabalho pioneiro de Cornélio Pires.

### Catira/Cateretê
A catira, também conhecida como cateretê, é uma das representações mais populares do folclore paulista, tradicionalmente executada por homens e meninos, organizados em duas fileiras opostas. O início é dado pelo violeiro que toca o rasqueado, que são toques rítmicos específicos, para os dançarinos executarem a escova, movimento em que há uma batida rápida de mãos e pés acompanhada de saltos. Apesar da tradicional presença masculina, alguns grupos, como a Família Du Catira, de Itapevi, têm aberto espaço para meninas e mulheres.

### Pagode caipira
Pagode caipira, também como pagode de viola e batidão, é uma variante originária do estado do Paraná. Este estilo, criado por Tião Carreiro em Maringá, em 1959, é um desdobramento do ritmo catira, o primeiro tocado com violão e o segundo com a viola caipira. É comumente acompanhado pelo ritmo cipó preto, que pode ser tocado na própria viola caipira ou, na maioria dos casos, no violão. Não tem nenhuma ligação com o pagode, um subgênero do samba, do Rio de Janeiro.

### Samba caipira
Este subgênero surgiu em São Paulo, originário da fusão dos antigos costumes das comunidades negras com a cultura caipira. É executado principalmente em eventos religiosos católicos. Assim como o pagode caipira, o samba caipira também não possui relações e é executado de forma diferente daquele do Rio de Janeiro, bastante difundido em carnavais. No samba caipira utiliza-se geralmente um pandeiro de madeira, um reco-reco e um sambão, que é um tipo de um pandeiro maior.

### Cururu
Nasceu em São Paulo, no canto religioso, e pode ser cantado em versos e desafios por tocadores de viola caipira. O cururu só se tornou nacionalmente conhecido quando foi trazido ao público por Cornélio Pires, em 1910. Nas festas religiosas, é cantado e dançado apenas por meninos e homens.